# Козер, Райнхольд
Райнхольд Козер (нем. Reinhold Koser; 7 февраля 1852, Рольвиц — 25 августа 1914, Берлин) — немецкий историк.
В 1874—1885 участвовал в издании исторических материалов, предпринятом Берлинской академией наук, с 1880 читал лекции в Берлинском университете, с 1890 — ординарный профессор Боннского университета. В 1896 г. назначен директором Государственного архива Пруссии. С 1906 г. президент исследовательского института «Monumenta Germaniae Historica».

## Труды
Основные труды Козера связаны с биографией Фридриха Великого: он написал множество книг о нём, подготовил к изданию ряд исторических источников (например, его переписку с Вольтером, записки и воспоминания секретаря Фридриха Анри де Катта).
В изданиях Козера много материалов, имеющих близкое отношение к истории России.
Главные труды Козера:
- «Der Kanzleienstreit» (1874);
- «Friedrich der Grosse als Kronprinz» (1886);
- «König Friedrich der Grosse» (т. I, Штутгарт, 1890—1893).

Кроме того, Козером опубликованы:
- «Preussische Staatsschriften aus der Regierungszeit Friedrich II» (т. I—II, 1874—1885);
- «Politische Korrespondenz Friedrichs d. Gr.» (т. I—X, 1879 и сл.);
- «Memorien und Tagebücher von H. de Catt» (в «Publicationen aus den preuss. Staatsarchiven», т. XXII, 1884).

Вместе с Hode (Naudé):
- «Forschungen zur brandenb. und preuss. Geschichte» (т. I—IV, 1888—1892).